# Кап, Владислао
Владислао Венсеслао Кап (исп. Vladislao Wenceslao Cap; 5 июля 1934, Авельянеда — 14 сентября 1982, Буэнос-Айрес) — аргентинский футболист, защитник. После завершения карьеры игрока работал тренером.

## Карьера
Владислао Кап родился в Авельянеде в семье поляка и венгерки. Он начал карьеру в маленьком клубе «Арсенал» (Льявальоль) в 1952 году. На следующий год он, вместе с партнёром по команде , Умберто Маскио, перешёл в «Кильмес». А затем в клуб «Расинг» из Авельянеды. Проведя в клубе два сезона, Кап ушёл в «Арсенал» из Саранди, где сыграл один сезон. И затем вновь провёл год в «Кильмесе».
В 1958 году Владислао вернулся в «Расинг» и в первый же год выиграл свой первый титул — чемпиона Аргентины. Этот же успех футболист отпраздновал три года спустя. Затем он провёл год в «Уракане». В 1962 году Кап стал игроком клуба «Ривер Плейт», где выступал три сезона, сыграв 61 матч и забив 1 гол. Завершил карьеру Владислао в «Велес Сарсфилде» в 1966 году.

## Международная карьера
Впервые в состав сборной Аргентины Кап был вызван в 1959 году для участия национальной команды в чемпионате Южной Америки. Там он провёл все 6 игр, а 22 марта, в матче с Парагваем на 69 минуте игры забил свой первый и единственный мяч в составе аргентинской команды. В том первенстве аргентинцы выиграли пять матчей из шести и выиграли титул лучшей команды континента.
В 1962 году Кап со сборной поехал на чемпионат мира, где провёл две игры, а его команда выбыла после первого этапа розыгрыша. Всего за сборную Владислао сыграл 11 встреч.

## Тренерская карьера
Завершив игровую карьеру, Кап стал тренером, возглавив в 1968 году клуб «Феррокарриль Оэсте». Затем он отработал год с «Чакаритой Хуниорс», после чего стал главным тренером «Индепендьенте». В этой команде Владислао добился своего наивысшего тренерского успеха, выиграв в 1971 году чемпионат Аргентины. Однако на следующий год он был уволен, а заменивший его Педро Дельяча, с командой, составленной Капом, выиграл в том же году Кубок Либертадорес.
После «Индепендьенте» Кап уехал в Колумбию, где два сезона работал с «Депортиво Кали», в первом из которых привёл команду к выигрышу серебряных медалей чемпионата 1972 года. В 1974 году ему пришло предложение возглавить сборную Аргентины для её подготовки к чемпионату мира, куда она уже попала, но была оставлена главным тренером Омаром Сивори из-за конфликта с федерацией футбола. При этом Кап добился, чтобы на первенстве ему помогали его друзья — Хосе Вараска и Виктор Родригес. На первенстве аргентинцы дошли до второго группового раунда, где заняли последнее четвёртое место.
После сборной Кап продолжал тренировать. Он работал в Эквадоре и Колумбии, а затем на родине. В последний год своей жизни Владислао возглавлял два ведущих аргентинских клуба — «Боку Хуниорс» и «Ривер Плейт». «Боку» Кап возглавил в начале 1982 года, в период, который некоторые называли «пост-Диего». Начав с победы 14 февраля в первом туре со счётом 4:2, тренер закончил поражением 9 мая от «Тальереса» со счётом 0:4, и два дня спустя, 11 мая, перешёл в «Ривер Плейт», по собственной воле покинув предыдущую команду. Тем самым он стал первым тренером, ушедшим из одного аргентинского гранда в другой. Проведя на скамье лишь 11 игр, Владислао лёг в Госпиталь Итальяно с диагнозом лёгочной недостаточности. Спустя 10 дней он умер.

## Достижения

### Как игрок
- Чемпион Аргентины: 1958, 1961
- Чемпион Южной Америки: 1959

### Как тренер
- Чемпион Аргентины: 1971 (Метрополитано)